# Рембатская волость
Ре́мбатская волость (латыш. Rembates pagasts) — одна из двадцати территориальных единиц Огрского края Латвии. Административным центром волости является село Рембате.